# Fjodor Kamenskij
Fjodor Fjodorovič Kamenskij (Фёдор Фёдорович Каме́нский; 21. srpnajul./ 2. září 1836greg. – 26. srpna 1913) byl ruský sochař.

## Život
Narodil se roku 1836 na petrohradském předměstí Lesnoj do rodiny vojenského generála. V letech 1852 až 1860 studoval na petrohradské akademii umění, kde jej vyučovali například Peter Clodt von Jürgensburg a Fjodor Antonovič Bruni. Později získal stipendium a v letech 1863 až 1869 studoval v Itálii. Později odjel zpět do Petrohradu, ale již roku 1870 se vrátil do Florencie, odkud o tři roky později odjel na Floridu. Zde se začal věnovat farmaření, ale i nadále pokračoval v sochařské činnosti. Jeho sochy jsou například v New Yorku či floridské Tampě. Zemřel roku 1913 ve městě Clearwater na Floridě.